# Otok Škrda
Otok Škrda är en ö i Kroatien.   Den ligger i länet Zadars län, i den sydvästra delen av landet, 170 km sydväst om huvudstaden Zagreb. Arean är 2,1 kvadratkilometer.
Terrängen på Otok Škrda är platt. Öns högsta punkt är 47 meter över havet. Den sträcker sig 2,4 kilometer i nord-sydlig riktning, och 2,1 kilometer i öst-västlig riktning.